# روز ولنتاین (موسیقی متن)
روز ولنتاین (انگلیسی: Valentine's Day) یک آلبوم موسیقی متن است که توسط هنرمندان مختلف برای فیلم کمدی-عاشقانه روز والنتاین منتشر شد.